# Bezuljak
Bezuljak – wieś w Słowenii, w gminie Cerknica. W 2018 roku liczyła 90 mieszkańców.